# 世界がもし100人の村だったら (テレビ番組)
『世界がもし100人の村だったら』（せかいがもしひゃくにんのむらだったら）はフジテレビ系列の番組、土曜プレミアム（第1回はゴールデンシアター、第2回・第3回はプレミアムステージ）で放送されているドキュメンタリー番組。

## 概要
世界の中で過酷な状況に生きる子供達を取り上げた番組。一部有名人が現地まで行って子供に会いに行っている。その国の生い立ち・文化・風土の違い・家族のあり方により、環境・状況は異なるが、みんな過酷である事は言うまでも無い。その第1回が2003年に放送される。それ以降も毎年1回放送されている。
ユニセフ募金の活動も紹介している。

## シリーズ
1. 第1回（2003年6月7日、21:00～22:54）
2. 第2回（2004年8月7日、放送時間同上）
3. 第3回（2005年5月14日、放送時間同上）
4. 第4回（2006年6月3日、放送時間同上）
5. 第5回（2007年6月30日、21:00～23:10）
6. 第6回（2009年3月7日、放送時間同上）

## 取り上げられた子供達

### 第1回
- エルナジル君(10)（スーダン）
- ブーナムちゃん(11)、ニーラムちゃん(10)（インド）
- アレクセイ君(8)、ナージャちゃん(11)（ロシア）

### 第2回
- ナディアちゃん(13)（アルゼンチン）
- アレクセイ君(9)（ロシア）
- スニータちゃん(11)（ネパール）

### 第3回
- マニカちゃん(12)（フィリピン）
- ナディアちゃん(14)（アルゼンチン）
- アルベルト君(11)、ファン君(10)（ボリビア）

### 第4回
- スラワ君(9)（ウクライナ）
- アペティ君(11)、コフィ君(6)（ガーナ）
- ナディアちゃん(15)（アルゼンチン）

※カフィーちゃん(4) マリー(8)

### 第5回
- アベティ君(9)（エチオピア）
- サーシャ君(10)（ロシア）
- マニカちゃん(14)（フィリピン）

## キャスト

### 司会
- 松岡昌宏（TOKIO）
- 小島奈津子

### ゲスト

#### 第1回
- えなりかずき
- 菅野美穂（ロシアへ訪問）

父親の虐待から逃れるため、マンホールの中で暮らすストリートチルドレンの生活に菅野が密着取材した。日中は、子供たちと手をつなぐなどして行動を共にした。夜間、子供たちがマンションのゴミ捨て場で野宿をする際には別行動となり、翌朝に合流している。
- 柴田理恵
- 杉良太郎
- 三田寛子

#### 第2回
- 菅野美穂（前回と同じくロシアへ訪問）
- 小池栄子
- 柴田理恵
- 浜田幸一

#### 第3回
- 赤井英和
- 綾戸智絵（現：綾戸智恵）
- 小池栄子
- 酒井美紀（フィリピンへ訪問）

#### 第4回
- 安倍晋三（特別ゲスト）
- 綾戸智絵（現：綾戸智恵）
- 桜井幸子（ウクライナへ訪問）
- 高橋克実

#### 第5回
- 葉月里緒奈（ロシアへ訪問）
- 酒井美紀（フィリピンへ訪問）
- 高畑淳子
- 内藤剛志
- 優香

#### 第6回
- 原沙知絵（ガーナへ訪問）
- 大沢あかね
- 小倉智昭
- 上地雄輔

## スタッフ
- ナレーター：槇大輔（VTR中のテロップでは「語り」として表示、第1回～第5回まで）、渡辺 謙（第3回）、竹内結子（第6回）
- 企画・プロデューサー：中村百合子
- 総合演出：池田睦也